# Du côté de chez Poje

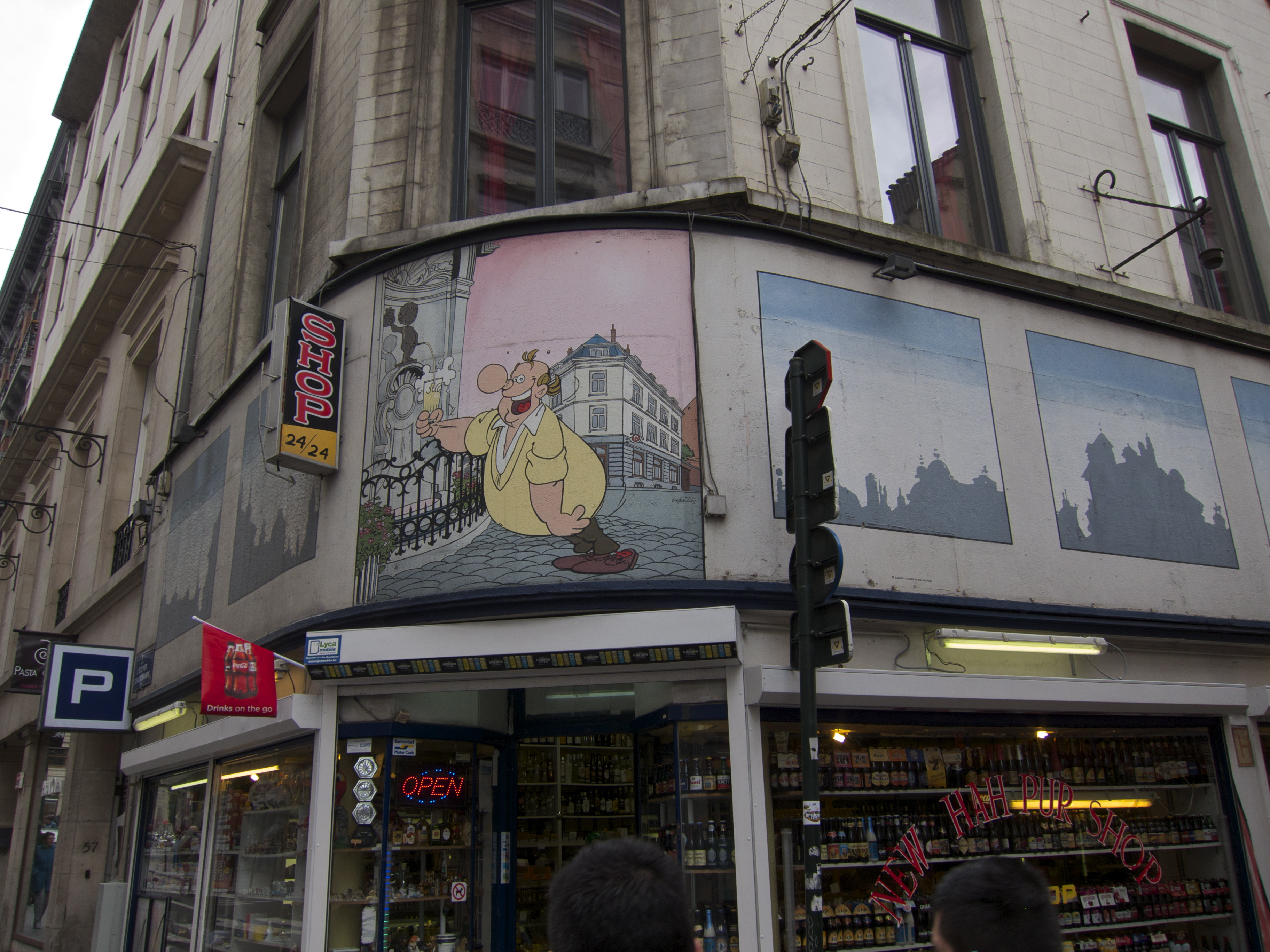
Peinture murale d'une scène de la bande-dessinée (Bruxelles).

Du côté de chez Poje est une série de bande dessinée franco-belge, scénarisée par Raoul Cauvin et dessinée par Louis-Michel Carpentier. Elle fait suite à L’Année de la bière, des mêmes auteurs, mettant en scène le même personnage central. Les albums ont aussi été édités en néerlandais (Bij Sjaak, tussen pot en pint) et en dialecte Bruxellois (In d'environs van bij Poje)

## Synopsis
Cette série relate avec humour les déboires d'un patron de café bruxellois, Poje, et de sa femme, Micheline.

## Liste des albums
L’Année de la bière
1. L’Année de la bière (1986)
2. La Tournée des Grands Ducs (1987)

Du côté de chez Poje
1. Crédit est mort (1990)
2. La Tournée du patron (1991)
3. Le Lendemain de la veille (1992)
4. On ferme ! (1993)
5. Patron sous pression (1994)
6. Un monde flou, flou, flou (1995)
7. Bière précieuse (1996)
8. D’une bière deux coups ! (1997)
9. Brune ou blonde ? (1998)
10. Bière de taille (1999)
11. Ferment d’ivrogne (2000)
12. La Bière des étoiles (2001)
13. Les Chevaliers du malt (2002)
14. Première Bière (2003)
15. Trou du fût (2004)
16. La Bière et la bête (2005)
17. Qu’importe le flocon pourvu qu’on ait l’ivresse (2006)
18. Le Magicien d’orge (2007)
19. Le Verre solitaire (2008)
20. Supermalt (2009)

## Éditeurs
- Les Archers : L’Année de la bière tomes 1 et 2 (première édition des tomes 1 et 2)
- Dupuis : tomes 1 à 20 (première édition des tomes 1 à 20)